# Житомирский, Лев Григорьевич
Лев Григорьевич Житомирский  (22 июня 1902 года, г. Таганрог  — 31 августа 1960 года) — ученый-медик, специалист в области гигиены воды и водоснабжения, обезвреживания бытового мусора. Доктор медицинских наук, профессор Ростовского государственного медицинского института. Участник Великой Отечественной войны.

## Биография
Лев Григорьевич Житомирский родился 22 июня 1902 года в городе Таганроге. В 1918 году окончил городское училище Ростова-на-Дону. В 1926 году окончил медицинский факультет Донского университета в Ростове-на-Дону. По окончании университета работал санитарным врачом, занимался вопросами охраны водоснабжения Ростова-на-Дону. Был заведующим химико-бактериологической лаборатории водопровода и городской канализации.
С 1931 года работал в Ростове-на-Дону на кафедре общей гигиены Северо-Кавказского медицинского института (ныне Ростовский государственный медицинский университет). Последовательно занимал должности: ассистента, доцента, профессора и заведующего кафедрой коммунальной гигиены института.
В 1936 году защитил кандидатскую диссертацию. С 1937 года бы зав. кафедрой коммунальной гигиены Ростовского медицинского института. В 1939 году в московском Центральном институте усовершенствования врачей защитил докторскую диссертацию на тему: «Упрощенная методика исследования мусора и результаты применения ее при изучении мусора городов Ростовской области и Краснодарского края». В 1940 году стал доктором медицинских наук, получил звание профессора.
В годы Великой Отечественной войны ушел добровольцем на фронт. Занимал должности: начальника госпиталя, старшего помощника начальника Гигиенического Отдела Главного Санитарного Управления Советской Армии, начальника окружной лаборатории СКВО.
В 1945 году назначен зав. кафедрой общей гигиены Ростовского медицинского института. Под руководством профессора Л. Г. Житомирского защищено 14 кандидатских диссертаций и две докторские.
Житомирский Л. Г. создал в институте научную школу гигиены, его учениками являются профессора: Л. К. Квартовкина (1926-2009), зав. кафедрой общей гигиены Волгоградского медицинского института; Ю. Г. Новодержкина и  И. С. Дронов — руководители кафедр Ростовского государственного медицинского университета, доценты В. М. Жаров, А. И. Свечников и др.
Около 11 лет был деканом санитарно-гигиенического факультета института, состоял в правлении Всесоюзного Общества Гигиенистов.
Лев Григорьевич Житомирский скончался 31 августа 1960 года.

## Награды и звания
Орден Отечественной войны 1 степени, медали.

## Труды
Житомирский Л. Г.  является автором около 200 научных статей, включая:
- Дехлорирование воды сернистым газом. Ростов-на-Дону. Росветиздат. 1940.
- Двойное хлорирование питьевой воды. Ростов-на-Дону. тип. им. Коминтерна. 1934.